# 波德维亚兹诺夫斯基农村居民点
波德维亚兹诺夫斯基农村居民点（俄语：Подвязновское сельское поселение）是俄罗斯联邦伊万诺沃州伊万诺沃区所属的一个农村居民点。其下辖有3个居民点，行政中心为波德维亚兹诺夫斯基。据2016年统计，该农村居民点的人口为3097人。